# Solenangis grahamii
Solenangis grahamii là một loài thực vật có hoa trong họ Lan. Loài này được R.Rice mô tả khoa học đầu tiên năm 2006.